# Drunk
Drunk je třetí studiové album amerického hudebníka Stephena Brunera, vystupujícího pod pseudonymem Thundercat. Vydáno bylo 24. února roku 2017 společností Brainfeeder a na jeho produkci se podíleli Flying Lotus, Mono/Poly, Sounwave a sám Thundercat. Na albu se podílela řada dalších hudebníků, mezi něž patří například Kendrick Lamar, Wiz Khalifa a Pharrell Williams.

## Seznam skladeb
| Pořadí | Název                             | Délka |
| ------ | --------------------------------- | ----- |
| 1.     | Rabbot Ho                         | 0:38  |
| 2.     | Captain Stupido                   | 1:41  |
| 3.     | Uh Uh                             | 2:16  |
| 4.     | Bus in These Streets              | 2:24  |
| 5.     | A Fan's Mail (Tron Song Suite II) | 2:38  |
| 6.     | Lava Lamp                         | 2:58  |
| 7.     | Jethro                            | 1:34  |
| 8.     | Day & Night                       | 0:37  |
| 9.     | Show You the Way                  | 3:34  |
| 10.    | Walk On By                        | 3:19  |
| 11.    | Blackkk                           | 1:59  |
| 12.    | Tokyo                             | 2:24  |
| 13.    | Jameel's Space Ride               | 1:09  |
| 14.    | Friend Zone                       | 3:12  |
| 15.    | Them Changes                      | 3:08  |
| 16.    | Where I'm Going                   | 2:09  |
| 17.    | Drink Dat                         | 3:35  |
| 18.    | Inferno                           | 4:00  |
| 19.    | I Am Crazy                        | 0:25  |
| 20.    | 3AM                               | 1:15  |
| 21.    | Drunk                             | 1:42  |
| 22.    | The Turn Down                     | 2:29  |
| 23.    | DUI                               | 2:18  |

## Obsazení
- Stephen „Thundercat“ Bruner – zpěv, baskytara, programování
- Steven „Flying Lotus“ Ellison – programování, syntezátor
- Wiz Khalifa – zpěv
- Kendrick Lamar – zpěv
- Kenny Loggins – zpěv
- Pharrell Williams – zpěv
- Deantoni Parks – bicí
- Kamasi Washington – saxofon
- Miguel Atwood-Ferguson – smyčce
- Michael McDonald – zpěv, klávesy
- Louis Cole – bicí, klávesy, programování, další
- Zane Carney – kytara
- Dennis Hamm – klávesy, klavír, syntezátor
- Charles Dickerson – klávesy, programování
- Taylor Graves – klávesy, programování
- Zack Sekoff – programování
- S. Burris – syntezátorová basa